# John Helliwell
John Anthony Helliwell (nascut el 15 de febrer de 1945 a Todmorden, West Yorkshire) és un músic anglès i el saxofonista i teclista ocasional, intèrpret i vocalista de fons del grup de rock Supertramp.
Abans d'entrar a format part de Supertrmap, el 1973, tocava en grup anomenat The Alan Bown Set. El baixista Dougie Thomson va ser qui el va convèncer per entrar a formar part de Supertramp.
Helliwell va tocar amb Supertramp en tots els seus àlbums més famosos: Crime of the Century, Crisis? What Crisis?, Even in the Quietest Moments, Breakfast in America, Paris, ...Famous Last Words....
El 2004, Helliwell va formar la banda Crème Anglaise amb Mark Hart, que s'havia unit a Supertramp el 1985. Aquest grup va enregistrar el seu àlbum homònim de debut el 2005.
Ha participat en diverses gravacions del projecte Excalibur, del francès Alan Simon: en la segona (‘The Celtic Ring’, 2006), en la tercera (‘The Origins', 2011), i en la quarta ('The Dark Age of the Dragon' 2017).
El 2016 Helliwell va tocar el clarinet a la cançó "Fend For Yourself", del grup The Pineapple Thief, pertanyent a l'àlbum Your Wilderness.